# Споменик припадницима МУП и ВС
Споменик припадницима МУП и ВС се налази у селу Српска Кућа, на територији општине Бујановац.
Спомен-обележје је подигнуто погинулим припадницима МУП Србије, настрадалим 2000 — 2001. године у борби са албанским терористима, смештен од 2016. године у порти Цркве Светог Јована Богослова. Споменик је најпре подигнут у месту Лучане, 2012. године, који је стално чуван од вандала, а породицама је било врло тешко да га посећују.
Споменик је висок четири а широк три метра, на коме се налази плоча с контурама Републике Србије, као и имена и фотографије 20 полицајаца који су погинули у борбама с припадницима Ослободилачке војске Прешева, Бујановца и Медвеђе (ОВПБМ) од друге половине 2000. до краја маја 2001. године.